# Genderswap

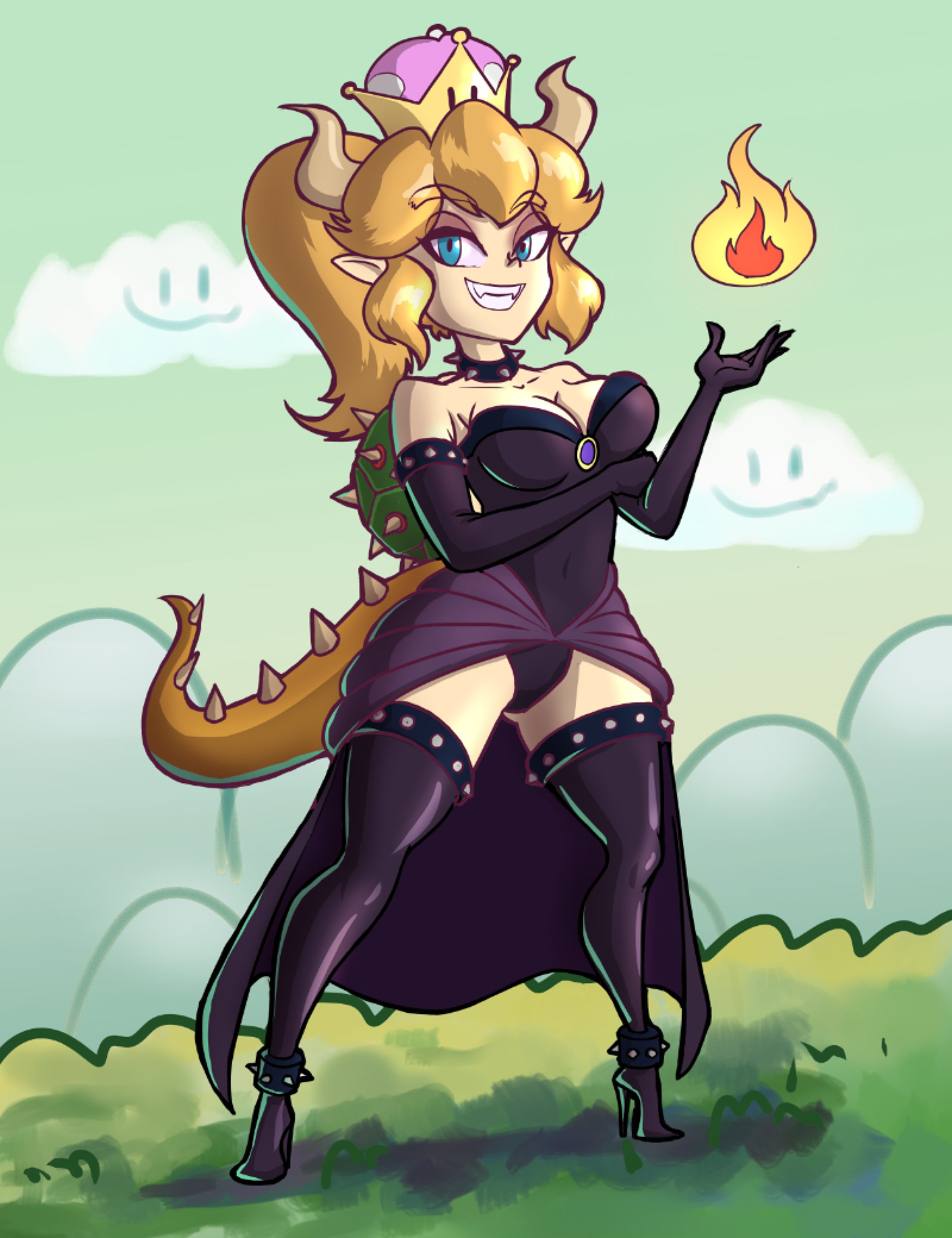
Fan art raffigurante Bowsette, una versione amatoriale e a genere invertito di Bowser di Super Mario.

Il genderswap o genderswitch (in ambito di internet chiamato anche come Rule 63) è, nell'arte e nella finzione, il cambio del genere o dell'identità sessuale di un personaggio, con la conseguente modifica dell'aspetto.

## Descrizione
Il cambio di genere e/o identità sessuale è stato oggetto di studi e diverse interpretazioni. Secondo Kristina Busse e Alexis Lothian, «le reincarnazioni repentine», specialmente «quelle in cui dei personaggi maschili vengono costretti a sperimentare realtà di vita culturali, fisiche ed emozionali in un corpo femminile» sono «connesse ai timori delle femministe nei riguardi dei significati e gli effetti del concetto di "genere" in ambito corporeo.» Il concetto di genderswap è correlato alla cosiddetta "regola 63" di Internet, nata per scherzo nei primi anni duemila e secondo la quale per ogni personaggio maschile ne esiste una controparte femminile e viceversa.
Il genderswap ha attecchito tanto nelle arti teatrali, come confermano le molteplici rivisitazioni di testi shakespeariani, ove gli attori interpretano personaggi del sesso opposto a quelli concepiti dal celebre letterato, quanto nel fertile contesto delle fanfiction e nel cosplaying. In Giappone hanno avuto una certa diffusione le fanfiction e le fan art con una componente 女体化 (nyotaika?), ovvero dove dei protagonisti di sesso maschile divengono delle ragazze e degli anime che trattano tematiche analoghe.
Nella dimensione reale, l'espressione genderswap è invece usata come sinonimo di travestitismo. Con un'altra accezione ancora, indica la pratica virtuale di presentarsi come appartenenti al sesso opposto.